# Fredrik Voss
Fredrik (Fredrich) Wilhelm Voss, född 30 maj 1805 i Berlin, död 23 oktober 1849 i Stockholm, var en tysk-svensk gravör, tecknare, målare och kompositör.
Voss var gift med Emilie Augusta Johanna Zinke. Voss flyttade till Sverige 1836 och anställdes som gravör vid Kungliga topografiska corpsen. Vid sidan av sitt arbete var han verksam som konstnär och utförde teckningar och akvarellmålningar. Voss är representerad vid bland annat Kungliga biblioteket i Stockholm med akvareller, teckningar och noter till sina musikkompositioner.